# خيسوس أليخاندرو غوميز (لاعب كرة قدم)
خيسوس أليخاندرو غوميز (بالإسبانية: Jesús Gómez)‏ هو لاعب كرة قدم مكسيكي في مركز الدفاع، ولد في 31 يناير 2002 في ارموسييو سونورا في المكسيك. شارك مع منتخب المكسيك تحت 15 سنة لكرة القدم ومنتخب المكسيك تحت 17 سنة لكرة القدم. أما مع النوادي، فقد لعب مع نادي أطلس.

## وصلات خارجية
- خيسوس أليخاندرو غوميز على موقع قاعدة بيانات كرة القدم.إي يو (الإنجليزية)
- خيسوس أليخاندرو غوميز على موقع Soccerway.com (الإنجليزية)